# Vulcão Rincón de la Vieja
O vulcão Rincón de la Vieja (em português: Vulcão Rincão da Velha) está no noroeste da Costa Rica, na província de Guanacaste. Pertence à cordilheira de Guanacaste.
Tem uma altitude de 1916 metros; a última erupção ocorreu em fevereiro de 1998. O seu cume é composto por pelo menos nove aberturas eruptivas localizadas num arco NO-SE. 
O Rincón de la Vieja é um dos sete vulcões ativos na Costa Rica. Os outros são: Poás, Irazú, Miravalles, Orosí, Arenal, e Turrialba.